# Ardengo Trotti
Ardengo Trotti o dei Foraboschi, (Pavia, ... – Firenze, maggio 1247) è stato un vescovo cattolico italiano, vescovo di Firenze dal 1231 al 1247, succeduto a Giovanni da Velletri.

## Biografia
Dal nome della famiglia si ha ragione di credere che appartenesse alla casata dei Trotti e che fosse figlio di Giovanni. Fu un insigne giurista ed insegnò anche all'Università di Parigi. Per le sue innate doti era molto stimato da papa Gregorio IX, che lo nominò presule a Firenze e amministratore della diocesi di Lucca, rimasta temporaneamente senza vescovo proprio.
Riformò il clero fiorentino, fece nascere le prime compagnie laiche ed approvò e sostenne la fondazione dell'Ordine dei Servi di Maria. Nel 1230 verificò e benedisse il miracolo eucaristico di Sant'Ambrogio.
Fu benevolo e caritatevole verso i poveri (Codice diplomatico dell'arte dei Mercatanti, marzo 1242), e difese i beni episcopali dai soprusi (Codice Bullettone).
Lui stesso visse in un austero regime di povertà, alternando la vita vescovile in città a ritiri nella Badia di Passignano.
Nel 1247 consacrò la chiesa dei Santi Simone e Giuda a Firenze, facendone una parrocchia.
Morì nel 1247 e gli successe il vescovo Filippo Fontana.